# 卡拉錫克湖
卡拉錫克湖（白俄羅斯語：Карасік）是白俄羅斯的湖泊，屬於斯特拉恰河流域，由明斯克州負責管轄，長0.14公里、寬0.09公里，面積0.01平方公里，海拔高度176米，平均水深2米，最大水深3.8米。